# Aethaloptera dispar
Aethaloptera dispar är en nattsländeart som beskrevs av Brauer 1875. Aethaloptera dispar ingår i släktet Aethaloptera och familjen ryssjenattsländor. Inga underarter finns listade i Catalogue of Life.